# Denys Kostiuk
Denys Kostyuk (Novopokrovka, 13 de marzo de 1982) es un ciclista ucraniano.
Debutó como profesional en 2004 con el equipo belga Chocolade Jacques. A partir de 2008, su trayectoria ha ido siempre ligada a la empresa ISD, una empresa metalúrgica ucraniana. ISD ha sido patrocinador de varios equipos ciclistas a los que iba exigiendo la contratación de varios corredores ucranianos. Así pues, en 2008, fichó por el equipo ucraniano ISD-Sport-Donetsk, predecesor del ISD-Neri para el que también corrió durante dos campañas. En 2011, con la llegada de ISD al Lampre, recaló en las filas del equipo.

## Palmarés
2003
- Gran Premio Palio del Recioto, más 2 etapas

2004
- 3.º en el Campeonato de Ucrania en Ruta

2006
- 3.º en el Campeonato de Ucrania en Ruta
- 1 etapa de la Vuelta al Lago Qinghai

2007
- Gran Premio Donetsk

2008
- 1 etapa de la Flèche du Sud
- Gran Premio Donetsk
- 3.º en el Campeonato de Ucrania Contrarreloj
- 2.º en el Campeonato de Ucrania en Ruta

2013
- Race Horizon Park 1
- Campeonato de Ucrania en Ruta

2014
- Race Horizon Park 3
- 2.º en el Campeonato de Ucrania en Ruta

2015
- 2.º en el Campeonato de Ucrania en Ruta

2016
- 3.º en el Campeonato de Ucrania en Ruta

## Resultados en Grandes Vueltas y Campeonatos del Mundo
| Carrera         | Carrera         | 2004 | 2005 | 2006 | 2007 | 2008 | 2009 | 2010 | 2011  | 2012 | 2013 | 2014 | 2015 | 2016 |
| --------------- | --------------- | ---- | ---- | ---- | ---- | ---- | ---- | ---- | ----- | ---- | ---- | ---- | ---- | ---- |
|                 | Giro de Italia  | 59.º | —    | —    | —    | —    | —    | —    | —     | —    | —    | —    | —    | —    |
|                 | Tour de Francia | —    | —    | —    | —    | —    | —    | —    | 153.º | —    | —    | —    | —    | —    |
|                 | Vuelta a España | —    | —    | —    | —    | —    | —    | —    | —     | 56.º | —    | —    | —    | —    |
| Mundial en Ruta | Mundial en Ruta | Ab.  | 52.º | —    | —    | —    | —    | 52.º | 23.º  | Ab.  | —    | —    | Ab.  | —    |

―: no participa
Ab.: abandono

## Equipos
- Chocolade Jacques (2004)
- Jartazi Granville Team (2005)
- Intel-Action (2006-2007)
- ISD-Sport-Donetsk (2008)
- ISD-Neri (2009-2010)
- Lampre-ISD (2011-2012)
- Kolss (2013-04.2016)
- ISD-Jorbi (05.2016-12.2016)